# David Konderla
David Austin Konderla (Bryan, Texas, 3 de junio de 1960) es un obispo católico, historiador, carpintero y maquinista estadounidense.
Ordenado sacerdote en junio de 1995 para la Diócesis de Austin.
Actualmente ha sido nombrado por el papa Francisco como nuevo Obispo de Tulsa.

## Biografía
Nacido en la ciudad texana de Bryan, el día 3 de junio de 1960. El es el segundo de doce hermanos.
Se graduó en secundaria en 1978, en el Bryan High School y luego trabajó como carpintero y maquinista durante varios años.
En 1985 al descubrir su vocación religiosa, decidió entrar al seminario donde hizo su formación eclesiástica y al mismo tiempo, en 1989 obtuvo una Licenciatura en Historia por la Universidad de Dallas.
También tiene una maestría por el Seminario de Santa María y la Universidad Santo Tomás de Houston.
Fue ordenado sacerdote para la Diócesis de Austin el 3 de junio de 1995, por el obispo Mons. John Edward McCarthy.
Tras su ordenación, inició su ministerio pastoral en la Parroquia de San Luis de Austin y en la de San Lucas de Temple.
Seguidamente fue pastor asociado de la Iglesia de Santa María y después se convirtió en director de vocaciones de la diócesis.
A partir de agosto de 2005, se desempeñó como pastor y director del ministerio universitario en el Centro Católico Santa María de la Universidad de Texas A&M. 
También ocupó diversos cargos diocesanos, formando parte del colegio de consultores, el consejo presbiteral y la junta de personal.
Actualmente desde el día 13 de mayo de 2016, tras haber sido nombrado por el papa Francisco, es el nuevo Obispo de la Diócesis de Tulsa. Tomará posesión oficial de su cargo después de la consagración episcopal.
Su consagrante principal es el Arzobispo de Oklahoma City Mons. Paul Stagg Coakley y sus co-consagrantes son, su predecesor en el cargo Mons. Edward James Slattery ("actual emérito") y el Obispo de Austin Mons. Joe Steve Vásquez.